# کائوپولیکانا

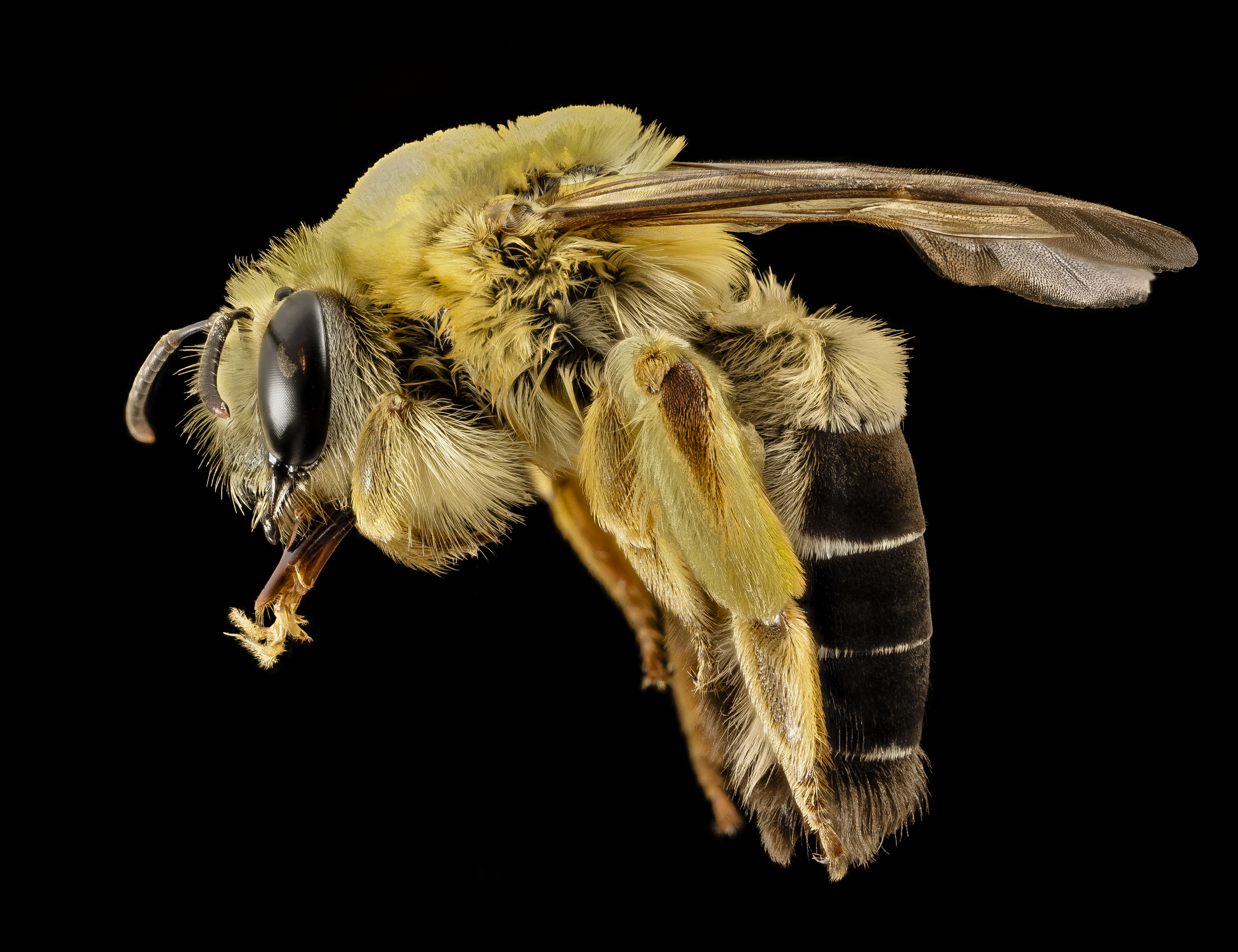

کائوپولیکانا (انگلیسی: Caupolicana) یک سرده از زنبور عسل و از خانواده زنبور بنا است.
این زنبور بیشتر در قاره آمریکا زندگی میکند و بیش از ۵۰ گونه در ۴ زیرسرده از آن شناسایی شده که برخی از آنها از نظر تاریخی به عنوان مولدهای معتبر در نظر گرفته شده‌اند.